# 西區 (大阪市)
西区（日语：／ Nishi ku */?）是日本大阪府大阪市的24區之一，南側以道頓堀川和岩崎運河為界，北側邊界為安治川和土佐堀川，西側邊界過去原為境川運河，但此運河已在1964年被填成道路，東側邊界過去原為西横堀川，此河也已經在1962年被填成道路，現在上方有阪神高速1號環狀線通過。
轄內有大量的集合住宅和公寓大廈，也因為鄰近市中心，吸引大量人口入住，現在為大阪24區中老年人口比例最低的區。

## 歷史
位於轄內東部的下船場在江戶時代為大阪城下町的區域，周邊還曾有江戶堀川、京町堀川、海部堀川、阿波堀川、薩摩堀川、立賣堀川、長堀川、堀江川、百間堀川等多條運河。當時在在這區域內設有雜喉場魚市場、海產店、裝卸倉庫、藩藏屋敷多種建築。
19世紀日本與其他國間簽訂美日修好通商條約及安政條約之後，在1868年至1899年期間大阪的外国人居留地曾設於此區域內。
1879年實施郡區町村編制法後，原本的大阪城下町被分別設置了東區、西區、南區、北區4個行政區劃，直接隸屬大阪府，直到1889年這四個行政區劃改設立為大阪市，四個行政區則成為大阪市下的行政區。
1897年，西成郡位於木津川以西的九條村、天保町、三軒屋村和川南村、川北村這兩村位於傳法川以南的區域被併入大阪市並劃入西區；但這些區域在1925年被分出新設為港區和此花區，而原屬九條村的區域在1943年又從港區劃回西區，西區的範圍也就在1943年後固定至今。
過去此地的魚市在1931年後被大阪市中央卸賣市場本場取代，而裝卸貨產業也因交通因素往市區外圍遷移，由於鄰近市中心商業區，空出來的土地後來逐漸成為住宅區，也因此人口成長快速。
大阪市成立之初存在的東西南北四個行政區中，東區和南區已合併為中央區，北區已與大淀區合併為新設立的北區，因此現在僅有西區為自1879年延續至今的行政區劃。

## 交通

### 鐵路
大阪市高速電氣軌道（大阪地下鐵）
- 四橋線：肥後橋站 - 本町站 - 四橋站
- 中央線：九條站 - 阿波座站
- 千日前線：阿波座站 - 西長堀站
- 長堀鶴見綠地線：巨蛋前千代崎站 - 西長堀站 - 西大橋站

阪神電氣鐵道
- 阪神難波線：九條站 - 巨蛋前站

## 本地出身之名人
- 梶井基次郎：小說家
- 田尾安志：職業棒球選手、教練

## 外部連結
- （日語） 大阪市西區的Facebook專頁
- （日語） 大阪市西區的X（前Twitter）